# Estación de Cornwall
Cornwall es una estación de tren ubicada en el extremo norte de Station Road, al este de Pitt Street en el extremo norte de la ciudad de Cornwall, Ontario, Canadá. La estación cuenta con la ruta 1 de la Cornwall Transit.
La estación es accesible para sillas de ruedas, pero es necesario avisar con antelación. En 2013, la taquilla fue sustituida por un quiosco de autoservicio.

## Historia
La Canadian National Railway se trasladó a una ruta más al norte en 1957 debido a la construcción de la vía marítima de San Lorenzo. El Grand Trunk Railway y la estación llegaron originalmente a Cornwall en 1856 y el edificio de piedra de la estación CNR en el centro de la ciudad fue derribado en 1962.

## Servicios ferroviarios
A principios de mayo de 2020, la estación de Cornwall cuenta con una ruta nacional. Las salidas a partir del 31 de marzo de 2020 se han reducido a una por día en cualquier dirección debido a la pandemia de coronavirus.
| Tren | Operador | Origen   | Paradas intermedias | Destino  | Frecuencia |
| ---- | -------- | -------- | --- | -------- | ---------- |
| 63   | Via Rail | Montreal | Dorval - Cornwall - Brockville - Gananoque - Kingston - Napanee - Belleville - Trenton Junction - Cobourg - Port Hope - Oshawa - Guildwood | Toronto  | 1 por día  |
| 66   | Via Rail | Toronto  | Guildwood - Oshawa - Port Hope - Cobourg - Trenton Junction - Belleville - Napanee - Kingston - Gananoque - Brockville - Cornwall - Dorval | Montreal | 1 por día  |